# КС Поградеци
Клюби Спортив „Поградеци" (на албански: Klubi Sportiv Pogradeci) е албански футболен клуб от град Поградец. Тимът се състезава в Албанската първа дивизия – втория ешелон на албанския футбол. Играе мачовете си на стадион „Георги Кючуку“ с капацитет 10 700 седящи места.
Клубът е основан е в 1932 година под името „Драгой Поградец“ и от 1936 година играе в албанското първенство. Най-добрият резултат на тима е четвъртото място в Албанската първа дивизия в сезона 1951/52 година. В турнира за Купата на Албания най-добър резултат на клуба е полуфиналът в сезон 1992/93 година.

## Основни дати
- 1932 – основаване на клуба под името „Драгой Поградец“
- 1936 – дебют в шампионата на Албания
- 1945 – преименуване на клуба в „Спартаку Поградец“
- 1949 – преименуване на клуба в „Поградец“
- 1950 – преименуване на клуба в „Спартаку Поградец“
- 1958 – преименуване на клуба в „Юли и Кук Поградец“
- 1992 – преименуване на клуба в „Поградеци“[1]

## Успехи
- Албанска първа дивизия
  - Пръв (3): 1949, 1963 – 64, 1990 – 91
- Албанска втора дивизия (1): 2010
  - Пръв (2): 1960, 1984 – 85